# European Model Flying Union
Die European Model Flying Union (EMFU) ist ein europäischer Dachverband, der die Interessen von Modellfliegern gegenüber europäischen Institutionen wie der Europäischen Kommission und der Europäischen Agentur für Flugsicherheit (EASA) vertritt. Sie wurde gegründet, um sicherzustellen, dass die Belange des Modellflugs bei der Entwicklung von EU-Vorschriften für unbemannte Luftfahrzeuge angemessen berücksichtigt werden.

## Geschichte
Die EMFU wurde am 28. Oktober 2016 während eines Treffens von Vertretern aus elf europäischen Modellflugverbänden am Rande der Messe „Faszination Modellbau“ in Friedrichshafen gegründet. Ziel war es, eine starke Vertretung für die europäischen Modellflieger zu schaffen, insbesondere im Hinblick auf die geplanten Prototype-Regulations der EASA. Bei ihrer Gründung vertrat die EMFU etwa 180.000 Modellflieger und lud alle europäischen Modellflugverbände zur Mitgliedschaft ein.

## Ziele und Aufgaben
Die Hauptaufgabe der EMFU besteht darin, die Interessen der Modellfliegergemeinschaft gegenüber den wichtigsten Regulierungsbehörden der Europäischen Union zu vertreten, darunter die Europäische Kommission (insbesondere die Generaldirektion Mobilität und Verkehr – DG MOVE) und die EASA. Darüber hinaus engagiert sich die EMFU im Bereich der drahtlosen Kommunikation und ist Mitglied in Organisationen wie der Association for Radio Communication (ISAD e.V.), wodurch sie in Gremien wie dem European Communication Standards Institute (ETSI) und dem Telecommunication Conformity Assessment and Market Surveillance Committee (TCAM) vertreten ist.
Ein bedeutender Erfolg der EMFU war die Mitwirkung an der Aufnahme des Artikels 16 in die EU-Verordnung 2019/947, der es den Mitgliedstaaten ermöglicht, nationale Regelungen für den Modellflug beizubehalten. Die EMFU bietet ihren Mitgliedern Leitlinien zur Umsetzung dieses Artikels an. 

## Mitglieder
Die EMFU besteht aus Vollmitgliedern und assoziierten Mitgliedern. Zu den Vollmitgliedern gehören nationale Modellflugverbände aus verschiedenen europäischen Ländern, darunter:emfu.eu+1emfu.eu+1emfu.eu+2RC-Network.de+2ROTOR Magazin+2
- Österreichischer Aeroclub (ÖAeC), Sektion Modellflug
- Fédération Française d’AéroModélisme (Frankreich)
- Finesse+ (Frankreich)
- Modellflugsportverband Deutschland (MFSD)
- Deutscher Modellflieger Verband e.V. (DMFV)
- British Model Flying Association (BMFA, Vereinigtes Königreich)
- Sveriges Modellflygförbund (Schweden)
- Suomen Ilmailuliitto (Finnland)
- Malta Model Aircraft Flying Association (MMAFA)
- Norges Luftsportforbund (Norwegen)
- Fédération Aéronautique Luxembourgeoise (Luxemburg)
- Koninklijke Nederlandse Vereniging voor Luchtvaart (Niederlande)
- Asociación Española de Aeromodelismo (Spanien)
- Swiss Aeromodelling Federation (Schweiz)
- IG-Hangflug (Hangflug-Europa e.V).

## Organisation und Finanzierung
Die EMFU verfügt über ein jährliches Budget von etwa 22.000 Euro. Der Großteil dieses Budgets wird für Mitgliedsbeiträge an Organisationen verwendet, in denen die EMFU Mitglied ist, insbesondere Europe Air Sports. Die restlichen Mittel decken die Kosten für die Organisation der jährlichen Generalversammlung und Reisekosten. Die EMFU besitzt kein Büro und beschäftigt kein bezahltes Personal, sondern stützt sich auf ehrenamtliche Mitarbeit aus den Mitgliedsorganisationen sowie auf Unterstützung von Europe Air Sports. 

## Vorstand
Der Vorstand der EMFU besteht aus:emfu.eu
- Präsident: David Phipps (Vereinigtes Königreich), seit der Gründung der EMFU im Amt.
- Vizepräsident: Laurent Henry (Frankreich)
- Generalsekretär: Bengt Lindgren (Schweden)
- Schatzmeister: Haagen Valanes (Norwegen)
- Vorstandsmitglieder: Rob Buckley (Vereinigtes Königreich) Jürgen Lefevre (Schweiz), Espen Bakke (Norwegen)

## Aktivitäten
Die EMFU beteiligt sich aktiv an Konsultationen und Stellungnahmen zu EU-Verordnungen und -Richtlinien im Bereich des unbemannten Luftverkehrs. Sie hat unter anderem Beiträge zu folgenden Themen geleistet:emfu.eu+1emfu.eu+1
- EASA NPA 2024-6(c)
- Änderungsvorschläge zur Verordnung 2019/947
- Stellungnahmen zur SORA 2.5
- Positionspapiere zum U-Space

Darüber hinaus organisiert die EMFU jährlich eine Generalversammlung, bei der aktuelle Themen diskutiert und strategische Entscheidungen getroffen werden.